# Gos (Comiczeichner)

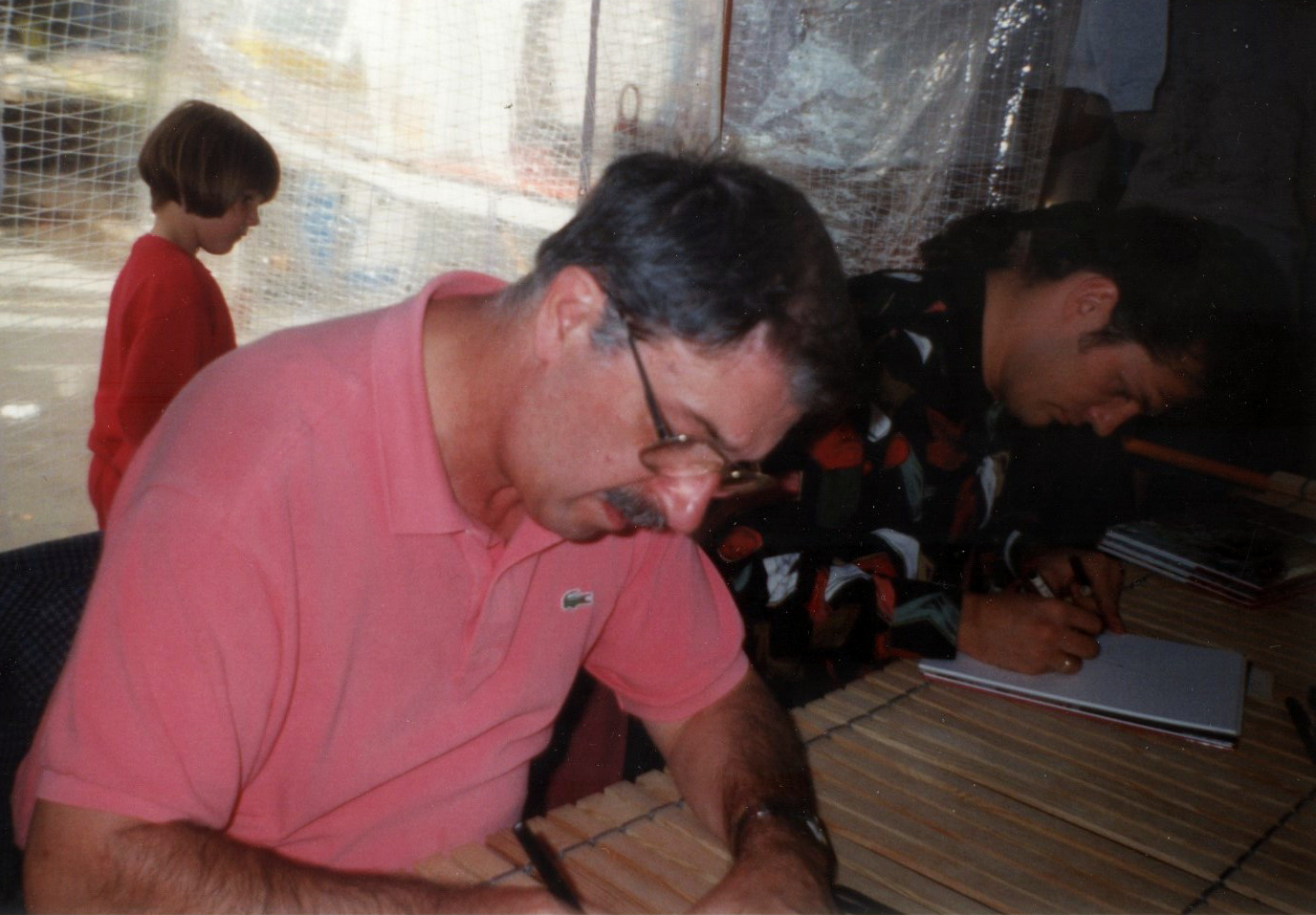
Roland Goossens, 1994

Roland Goossens (* 1. März 1937 in Thy-le-Château), besser bekannt als Gos, ist ein belgischer Comiczeichner und -autor. Einen Namen machte er sich vor allem durch seine Mitarbeit an den Bänden 13 bis 16 von Jeff Jordan und seine Semi-Funny-Serie Le Scrameustache (dt. „Kosmi“)
Nach elf Dienstjahren bei der Marine begann Gos 1965 im Studio von Peyo, wo er diesen zeichnerisch und als Co-Szenarist bei dessen Serien Die Schlümpfe, Benni Bärenstark und Jacky und Celestin unterstützte. Darüber hinaus schrieb er die ersten beiden Szenarios für François Walthérys Natascha. Seinen Durchbruch erlebte er ab 1970 als Zeichner von Jeff Jordan. 1972 startete er im Comic-Magazin Spirou seine erste eigene Serie La Scrameustache um einen Jungen namens Khena, der sich mit dem kleinen, pelzigen Piloten einer fliegenden Untertasse anfreundet, eben besagtem Scrameustache. Beide erleben zusammen eine Vielzahl phantastischer Abenteuer, gern auch im Weltall. Die Serie brachte es bis 2019 auf 44 Alben, wobei Gos ab 1982 Unterstützung erhielt von seinem Sohn Walter „Walt“ Goossens. Nur die ersten vier davon sind unter dem Serientitel Kosmi auch auf Deutsch erschienen.